# Д-4 «Революционер»
Д-4 «Революционер» — советская дизель-электрическая торпедная подводная лодка, построенная в 1927-1930 годах, четвёртый корабль серии I, проекта Д — «Декабрист».

## История корабля
Подводная лодка «Революционер» была заложена 14 апреля 1927 года под заводским номером 27/192 на стапеле завода № 198 в Николаеве. При попытках спуска на воду в марте 1930 года возникали недопустимые крены. Проект подводной лодки был признан вредительским, главного конструктора и его помощников приговорили к лишению свободы на несколько лет, однако вскоре они были условно-досрочно освобождены, и, после переделки системы погружения-всплытия, 6 апреля лодку спустили на воду, 30 декабря 1930 года подписан приёмный акт, лодка вступила в строй, получила бортовой номер 11. 5 января 1931 года лодка вошла в состав морских сил Чёрного моря.
За годы войны «Д-4» совершила 16 боевых походов, в том числе 6 транспортных рейсов в осаждённый Севастополь. Потопила немецкий транспорт «Boy Federsen» (бывший советский «Харьков», 6 689 брт), болгарский транспорт «Варна» (2 141 брт) и, вероятно, германский транспорт «Santa-Fe» (4 627 брт). Все — близ мыса Тарханкут.
11 ноября 1943 года лодка вышла в боевой поход. В последний раз «Д-4» видели 1 декабря с подводной лодки «Щ-209». Точное место гибели и причины гибели неизвестны, предполагается подрыв на минном поле. Первоначально считалась, что лодку потопили четыре немецких вспомогательных противолодочных корабля, но в том эпизоде была атакована и получила лёгкие повреждения «Щ-209».

## Командиры лодки
- И. Д. Кулишов, январь 1929 - 1930
- А. С. Фролов (ноябрь 1933 — апрель 1935)
- В. С. Сурин
- Н. К. Моралев
- И. С. Израйлевич
- И. Я. Трофимов